# Sprout (serie televisiva)
Sprout (スプラウト?, Supurauto, dall'inglese Germoglio) è in origine una serie manga in 7 volumi creata da Atsuko Nanba; ne è stato tratto un dorama stagionale estivo prodotto da Nippon Television e andato in onda nel 2012.

## Trama
Vengono narrate le vicende sentimentali di un gruppo di amici studenti nella stessa scuola; la storia si complica quando, a seguito della decisione della famiglia di Miku di accettare pensionanti nella loro casa, Souhei con altri due ragazzi (un maschio otaku e una femmina) decidono di approfittarne ed affittare una stanza.
Miku si viene così a trovare a stretto contatto con Souhei; sboccia inevitabilmente un sentimento di tenerezza nel suo cuore. L'amore appena germogliato dovrà però superare varie difficoltà e complicazioni, prima fra tutte la fidanzata ufficiale di Souhei, Miyuki, ed il suo miglior amico Hayato, che a sua volta si è innamorato di Miku.
Nel frattempo il padre di Miku, appassionato di giardinaggio, sta cercando di far crescere e germogliare sempre nuove piantine dal suo orto.

## Episodi dorama
| Nº | Giapponese 「Kanji」 - Rōmaji                   | In onda           | In onda |
| Nº | Giapponese 「Kanji」 - Rōmaji                   | Giapponese        |         |
| 1  | 「運命の人」 - Unmei no hito                    | 7 luglio 2012     |         |
| 2  | 「嫉妬」 - Shitto                               | 14 luglio 2012    |         |
| 3  | 「初めての好き」 - Hajimete no suki             | 21 luglio 2012    |         |
| 4  | 「好きの上書き」 - Suki no uwagaki              | 28 luglio 2012    |         |
| 5  | 「彼女より近い距離」 - Kanojo yori chikai kyori | 4 agosto 2012     |         |
| 6  | 「あたしの好き」 - Atashi no suki               | 11 agosto 2012    |         |
| 7  | 「あたしの居場所」 - Atashi no ibasho           | 18 agosto 2012    |         |
| 8  |                                                 | 1º settembre 2012 |         |
| 9  |                                                 | 8 settembre 2012  |         |
| 10 |                                                 | 15 settembre 2012 |         |
| 11 |                                                 | 22 settembre 2012 |         |
| 12 | 「つなぐ手と手」 - Tsunagu te to te             | 29 settembre 2012 |         |